# Comuna Stoicănești, Olt
Stoicănești este o comună în județul Olt, Muntenia, România, formată numai din satul de reședință cu același nume.
Stoicăneștiul se învecinează cu: Văleni, Crăciunei, Seaca, Alimănești.
În localitatea Stoicănești este o frumoasă biserică "Biserica Fântâneanu", monument istoric, pictată  în 1886 de  pictorul Gheorghe Tattarescu. Biserica a fost resfințită în data de 3 iunie 2006, zi care a devenit ziua satului, sărbătoare intitulată "Întâlnire cu fiii satului". Tot atunci a fost sfințit și inaugurat monumentul închinat eroilor români din cele două războaie mondiale.

## Demografie
Componența etnică a comunei Stoicănești
     Români (92,57%)
     Alte etnii (0,19%)
     Necunoscută (7,24%)
Componența confesională a comunei Stoicănești
     Ortodocși (92,29%)
     Alte religii (0,09%)
     Necunoscută (7,62%)
Conform recensământului efectuat în 2021, populația comunei Stoicănești se ridică la 2.140 de locuitori, în scădere față de recensământul anterior din 2011, când fuseseră înregistrați 2.638 de locuitori. Majoritatea locuitorilor sunt români (92,57%), iar pentru 7,24% nu se cunoaște apartenența etnică. Din punct de vedere confesional, majoritatea locuitorilor sunt ortodocși (92,29%), iar pentru 7,62% nu se cunoaște apartenența confesională.

## Politică și administrație
Comuna Stoicănești este administrată de un primar și un consiliu local compus din 11 consilieri. Primarul, Marius-Paulian Preoteasa[*], de la Partidul Social Democrat, este în funcție din 2008. Începând cu alegerile locale din 2024, consiliul local are următoarea componență pe partide politice:
|  | Partid                    | Consilieri | Componența Consiliului | Componența Consiliului | Componența Consiliului | Componența Consiliului | Componența Consiliului | Componența Consiliului | Componența Consiliului |
|  | ------------------------- | ---------- | ---------------------- | ---------------------- | ---------------------- | ---------------------- | ---------------------- | ---------------------- | ---------------------- |
|  | Partidul Social Democrat  | 7          |                        |                        |                        |                        |                        |                        |                        |
|  | Partidul Național Liberal | 4          |                        |                        |                        |                        |                        |                        |                        |